# Грантсберг (Висконсин)
Грантсберг (енгл. Grantsburg) град је у америчкој савезној држави Висконсин.

## Демографија
По попису из 2010. године број становника је 1.341, што је 28 (-2,0%) становника мање него 2000. године.
| Група             | 2000.         | 2010.         |
| Белци             | 1.314 (96,0%) | 1.261 (94,0%) |
| Афроамериканци    | 5 (0,4%)      | 13 (1,0%)     |
| Азијати           | 3 (0,2%)      | 7 (0,5%)      |
| Хиспаноамериканци | 16 (1,2%)     | 15 (1,1%)     |
| Укупно            | 1.369         | 1.341         |